# Kamal (Astronomie)
Ein Kamal ist ein astronomisches Navigationsgerät, um die Winkelhöhe eines Himmelsobjekts und dadurch die geografische Breite eines Ortes festzulegen.

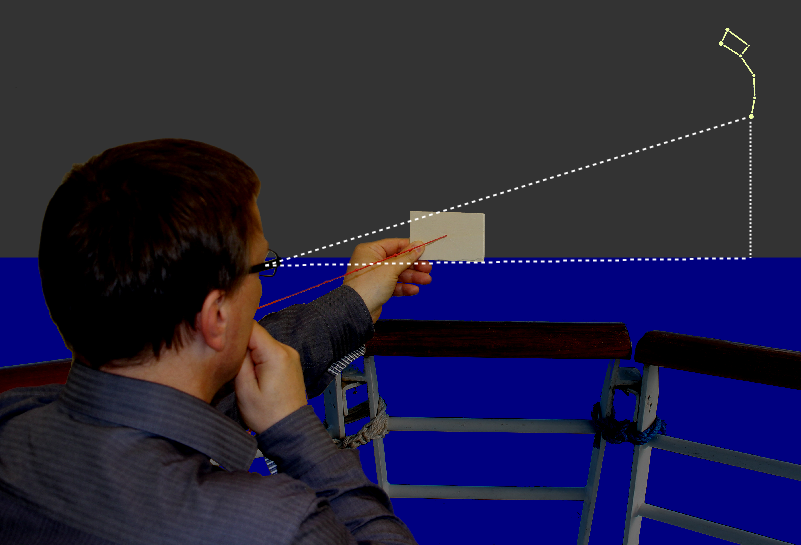
Anwendung des Kamals zur Bestimmung der Winkelhöhe des Polarsterns. Da dieser Stern sich heute nahezu genau am Himmelsnordpol befindet, entspricht der Höhenwinkel der geografischen Breite des Beobachters.

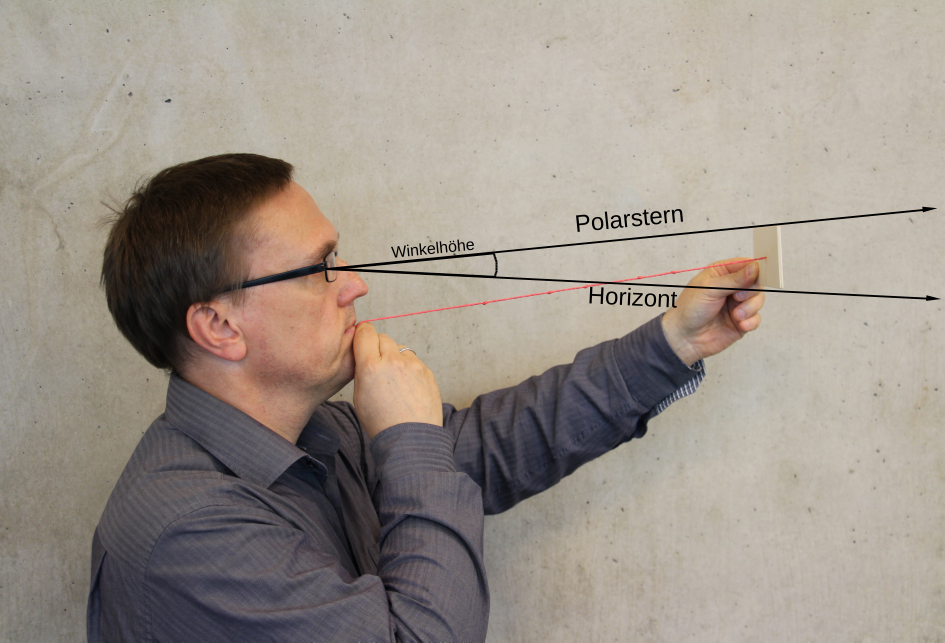
Ansicht der Verwendung des Kamals von der Seite.

Das Kamal wurde von Arabischen Seefahrern im 9. Jh. erfunden und von Chinesen, Indern und Arabern hauptsächlich im 18. und 19. Jahrhundert verwendet. An der Küste des Hadramaut im heutigen Jemen benutzen die Seeleute noch bis in die erste Hälfte des 20. Jahrhunderts ein Kamal zur Navigation. Da der Lotse von Vasco da Gama aus Malindi, Ahmad Ibn Majid, ein Kamal verwendete, übernahmen auch einige portugiesische Seefahrer das Kamal. Sie veränderten jedoch den Abstand der Knoten, um den Grad bestimmen zu können.
Ein Kamal ist ein kleines Brett (etwa 1×2 Zoll) mit einem Loch in der Mitte, durch das eine Schnur geführt ist. An dieser Schnur befinden sich Knoten, die eine Position einer Stadt oder einer Landmarke entlang der Route bezeichnen. Der Steuermann hält das Schnurende mit den Zähnen und verschiebt in Augenhöhe die Stellung des Kamals, bis die Unterkante auf dem Horizont liegt und die Oberkante den Polarstern berührt. Dann zieht er die Schnur durch die zentrale Öffnung des Kamals. Die Nähe eines Knotens in der Öffnung gibt dann die Breitenlage des Ortes an der Küste zum Schiff an.